# Cycladenia humilis
Cycladenia es un género monotípico de planta fanerógama de la familia Apocynaceae. Contiene una única especie: Cycladenia humilis Benth..

## Distribución y hábitat
Es una planta nativa de la zona suroeste de Estados Unidos, especialmente de California. Se encuentra en las alturas de varias cadenas montañosas de la región. 

## Descripción
Es una hierba perenne carnosa con hojas de color verde pálido y flores de color rosado lavanda. Las flores comienzan como tubos laminados en forma de vainas de guisantes y, a continuación, se abren en forma de un embudo de colores.

## Taxonomía
Cycladenia humilis fue descrito por George Bentham y publicado en Plantas Hartwegianas imprimis Mexicanas 323. 1849.
Variedades
- Cycladenia humilis var. humilis.
- Cycladenia humilis var. jonesii (Eastw.) S.L.Welsh & N.D.Atwood (1975).
- Cycladenia humilis var. venusta (Eastw.) Woods ex Munz (1935).

Sinonimia
- Cycladenia humilis var. humilis
- Cycladenia humilis var. tomentosa (A.Gray) A.Gray
- Cycladenia tomentosa A.Gray[4][5]